# グロース＝ウムシュタット
グロース＝ウムシュタット (ドイツ語: Groß-Umstadt, ドイツ語発音: [groːsˈ|ʊmʃtat]) はドイツ連邦共和国ヘッセン州ダルムシュタット＝ディーブルク郡に属す市。この市は、同郡東部の中級中心をなす。

## 地理

### 位置
グロース＝ウムシュタットはヘッセン州南部、オーデンヴァルト辺縁部、ライン＝マイン地域の端に位置している。市域内の最高地点はハイデルベルク（山）の海抜365mである。

### 隣接する市町村
グロース＝ウムシュタットは、北はミュンスターおよびバーベンハウゼン、東はシャーフハイムおよびメムリンゲン（ミルテンベルク郡）とヘーヒスト・イム・オーデンヴァルト（オーデンヴァルト郡）、西はオッツベルクおよびグロース＝ツィンメルンと境を接する。

### 市の構成
人口約22,000人のほぼ半数が中核市区に住んでいる。残りの半数は1970年に市町村再編によって合併したドルンディール区、ホイバッハ区、クレーシュタット区、クライン＝ウムシュタット区、ライバッハ区、リーヒェン区、ゼムト区、ヴィーベルスバッハ区に住んでいる。

## 歴史
グロース＝ウムシュタットは、743年に「Autmundisstat」として初めて文献上に記録されている。しかし入植の歴史はこれよりもずっと古く、旧石器時代の入植地跡が見られる。また、西暦125年より以前に設けられたローマ帝国高地ゲルマニア属州のライン川右岸地区すなわち現在の南ヘッセンにあたるディーブルクを首邑とするCivitas Auderiensiumに含まれていた。この頃以降にこの地域の定住化、ローマ化が始まったと考えられている。中心に市場や行政地区が設けられ、その周囲を農場が取り囲んでいた。農場の余剰生産分は中心都市ディーブルクの住民のみならず、リーメスに駐在する兵士も養っていた。こうしたヴィラ・ルスティカ（農場付き別荘、荘園）の中心となる建物は、現在の市教会の位置にあった。この構造は、こうした農場の一般的な図式に合致している。ただし、この頃すでにブドウ栽培が行われていたかどうかを裏付けるものはない。
この農場は、3世紀末にアラマンニ人が侵入するまで存在していた。この後、最初の記録がなされるまでの450年間のできごとは闇の中である。アラマン人やその後に侵入したフランク人の墓は、現在の市域に入植地があったことを示している。旧農場の中核となる場所に教会が建設されたことも定住地の継続性、あるいは少なくとも旧入植地との意識的な関連づけがあったことを示すものである。
「Autmundisstat」という名前は、「Autmundis（エドムント？）の土地」という意味である。ただし、ローマ人の地名の伝統から、Autmundis = ad montes、すなわち「山沿いの」を意味すると考える別の説がある。この説は、ディーブルク方面からこの街に着いた時に感じる地理的な特徴をよく説明している。
この後、フランク人がアレマン人の支配地域を征服し、王領として保護し、伯がこれを統治した。ウムシュタットの行政機関は、現在の全市区を含む市域全体のみならずオッツベルクやヘヒスト、ブロイベルク、シャーフハイムの領域をも包含していた。ウムシュタットはこの頃、教会や伯の居館を有する市場開催権を持つ町になっていた。766年にフルダ修道院がこの地の所有権を獲得し、985年には3つの教会、水車が設けられており、ブドウ栽培も行われていた。
中世盛期の発展を承け、ウムシュタットは1263年に都市権を獲得し、市壁を備えることとなった。フルダ修道院が有していた市の所有権は時代とともに分割されていった。ハーナウ伯とプファルツ伯が市の統治権を分け合った。城館の建設も記録されており、ハーナウの城館は市の北東角にあった水城を拡充したもの、プファルツ伯の城館は市の南西角に設けられた。この間に実際に統治権を行使する廷吏の貴族の館が築かれた。特にヴァムボルト・フォン・ウムシュタットの邸宅は両城館を凌駕する規模であった。ヘッセン方伯ヴィルヘルム1世は、バイエルンのフェーデで1504年に皇帝マクシミリアン1世の命を承けてこの都市を占領し、ハーナウ家の所領部分を引き継いだ。プファルツ伯家の統治により三十年戦争の直前に発展を遂げ、この都市は最盛期を迎えた。現存する市庁舎も1596年から建造されたものである。稜堡を備えた強固な防衛施設は戦争による破壊を防いだものの、住民達は飢餓に苦しんだ。三十年戦争後、この都市はさほど重要でない地方都市になっていた。

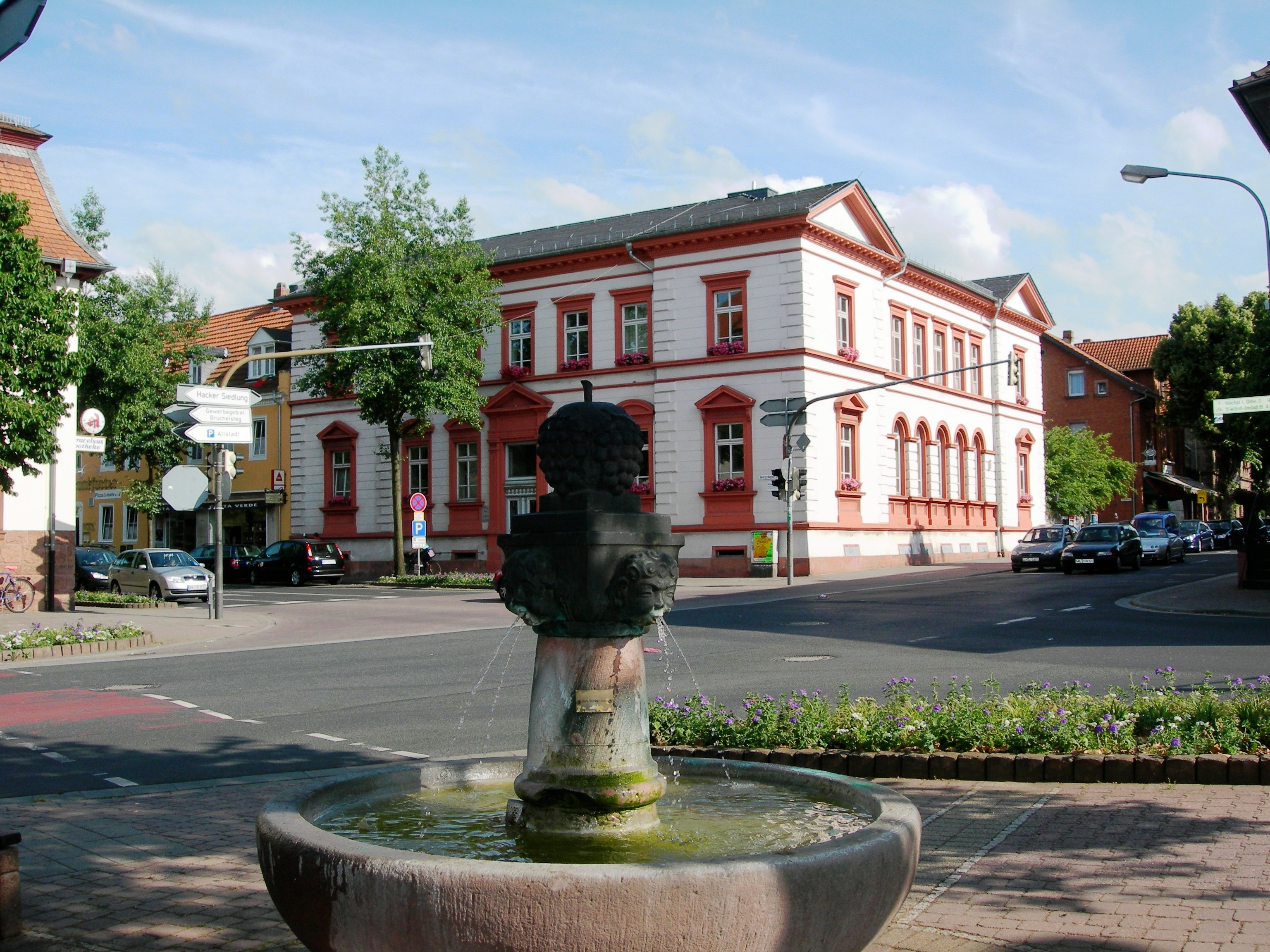
旧区裁判所

1802年にヘッセン方伯は市の全統治権を獲得した。その後、ディーブルク郡が新設されるとウムシュタットは副郡庁都市ともいうべき地位となった。多くの役所、学校、区裁判所、郡立貯蓄銀行、郡立病院が設けられた。1857年以降は、クライン＝ウムシュタットやヴェニヒウムシュタットと区別するため、「グロース＝ウムシュタット」と表記されるようになった。オーデンヴァルト鉄道によってハーナウ - ミヒェルシュタット - エーバーバッハと結ばれた後、この都市には多くの工場が進出した。1933年にウムシュタット住民の60%がNSDAPに投票し、1938年にシナゴーグが襲撃された。このシナゴーグは結局1978年に街の諮問委員会の意思に反して解体され、ヘッセンパーク野外博物館に運ばれた。
第二次世界大戦後、人口が増加し、さらに多くの町村合併がなされたことにより、人口は約22,500人にまで増加した。グロース＝ウムシュタット市は都市計画策定過程や都市機能拡張への参加が住民単位やサークル単位で活発な都市である。

## 行政

### 市議会
グロース＝ウムシュタットの市議会は37議席からなる。

### 市参事会
市参事会は、市議会の議席配分に応じて参加する。2008年現在、市長の他10人の参事からなる。

### 市長
グロース＝ウムシュタットの市長は、2006年1月1日からヨアヒム・ルッパート (SPD) が務めている。

### 友好都市
- サン・ペレイ(Saint-Péray)（フランス、アルデシュ県）1966年
- サント・ティルソ(Saint-Péray)（ポルトガル、ポルト県）1988年
- ディコマーノ (イタリア、トスカーナ州)　2010年

どちらもブドウ栽培が、友好都市協定締結の機縁となった。

## 文化と見所

### 建造物
- 歴史的マルクト広場
- ルネサンス様式の市庁舎

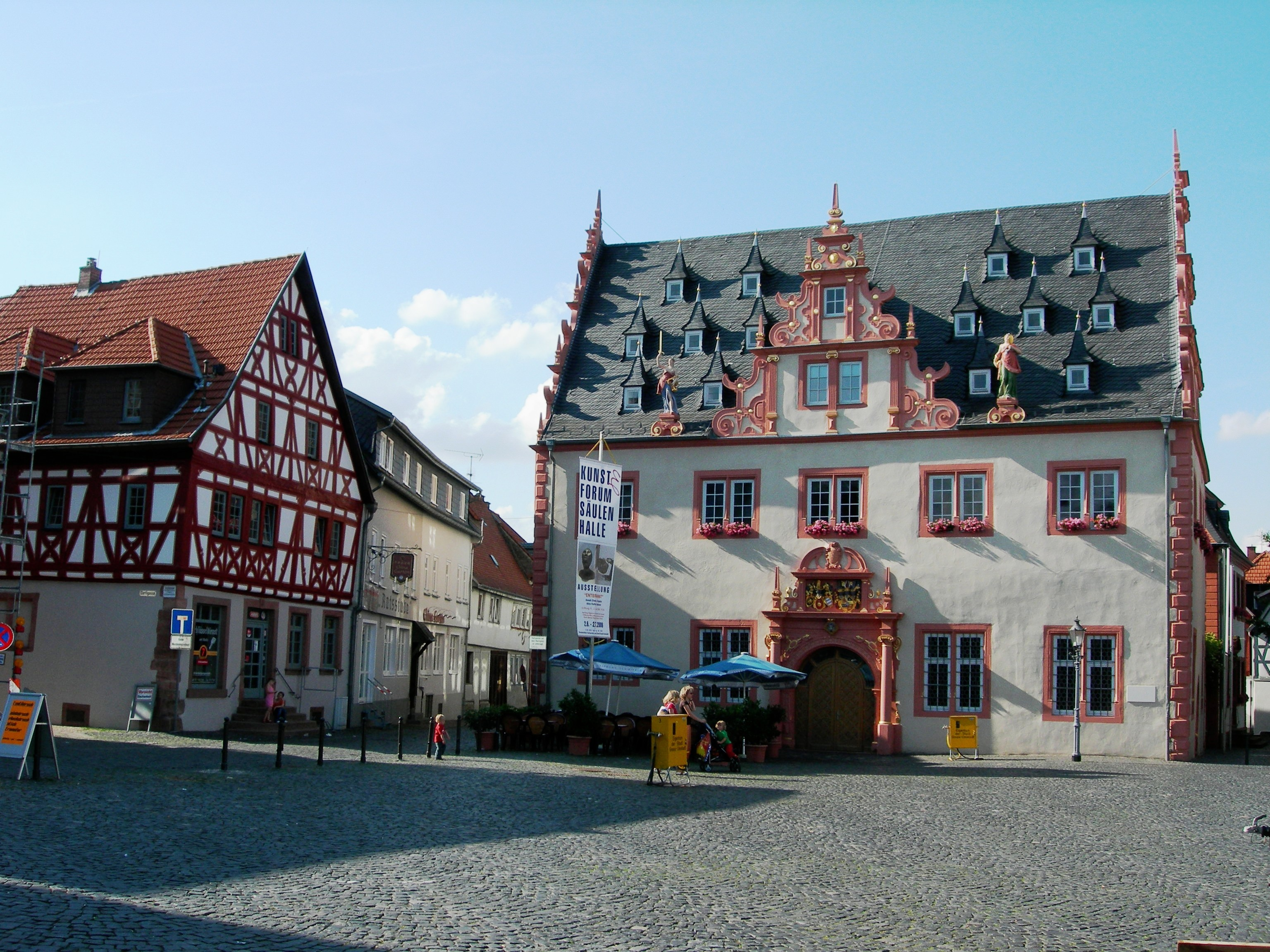
歴史的市庁舎

- プロテスタントの市教会（本堂は1465年から1494年の建造）; 塔は13世紀中頃のものである
- 小城館と貴族の館がある旧市街
- ルネサンス様式のヴァムボルトの城館
- わずかに水城の遺構を遺すヘッセン＝ダルムシュタット方伯の城館
- プファルツ伯家の城館、1階は中世、上階は1806年の建築である
- グルーベンホーフ博物館
- たくさんの良好に保存された木組み建築、この都市はドイツ木組みの家街道に面している。
- 市教会に1462年に建造された戦争記念碑は最も古い戦争記念碑の一つである。

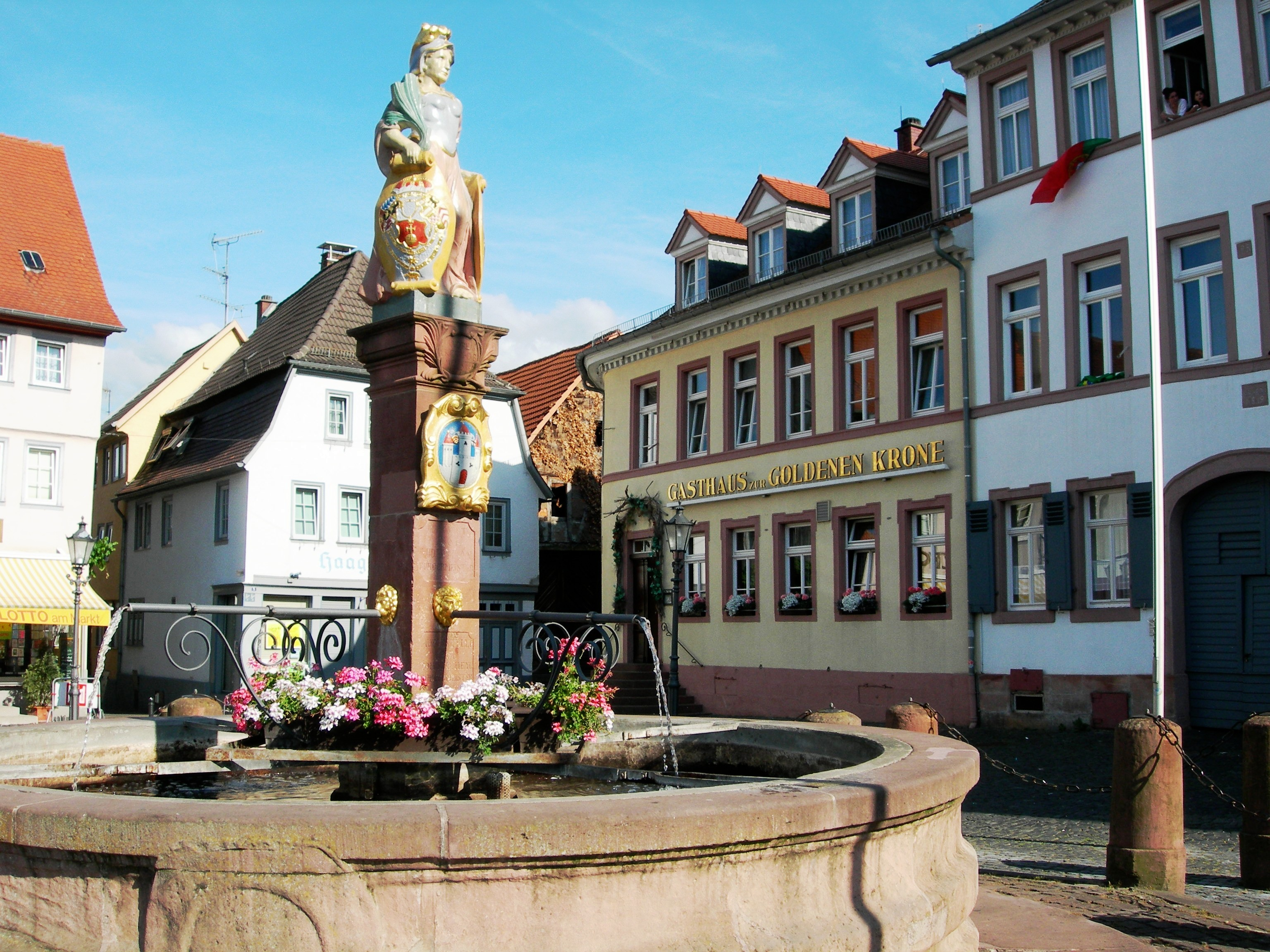
マルクト広場の泉
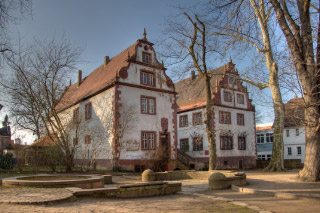
ヴァムボルトの城館
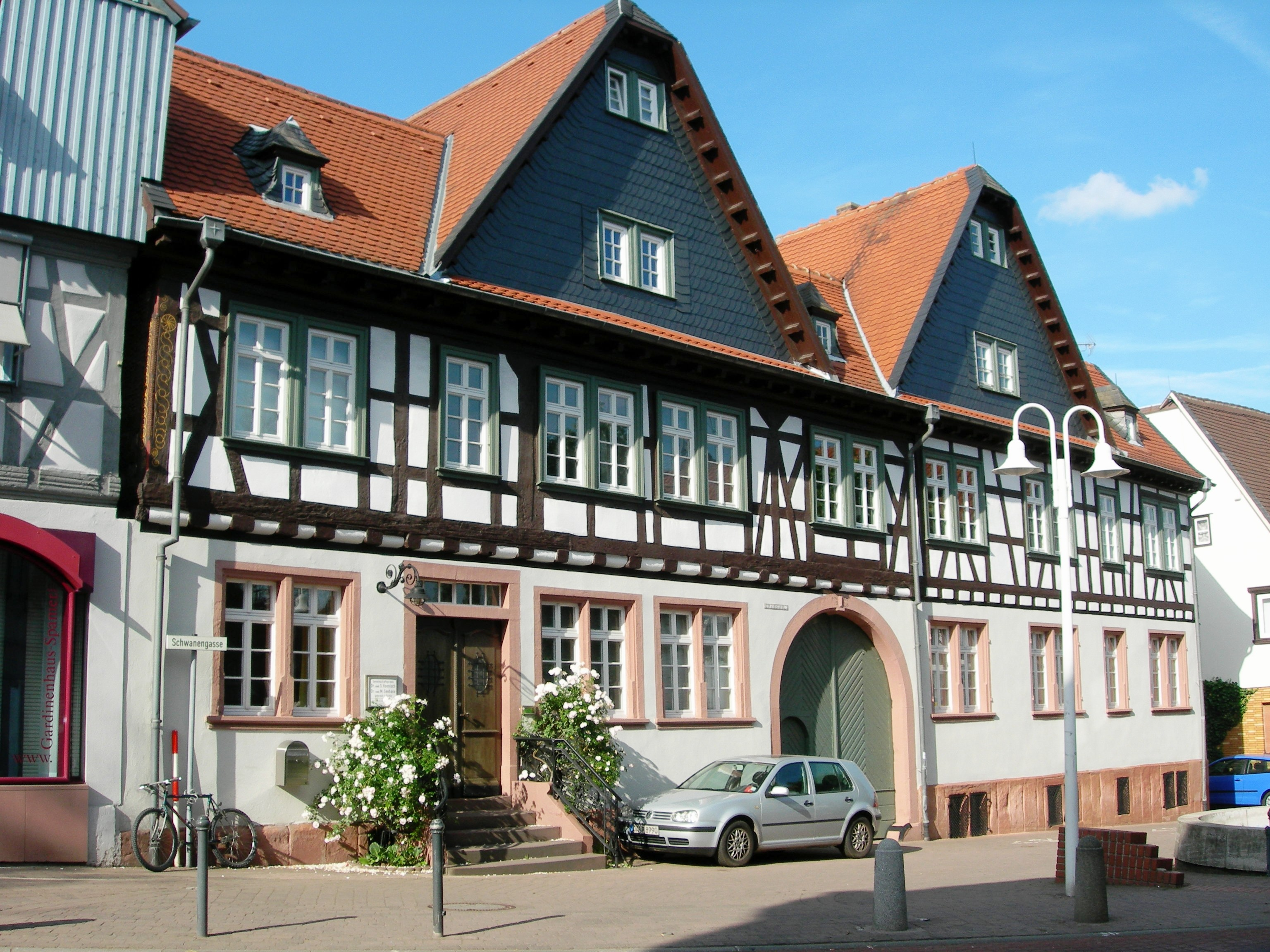
グロース＝ウムシュタット区シュヴァーネンガッセの木組み建築
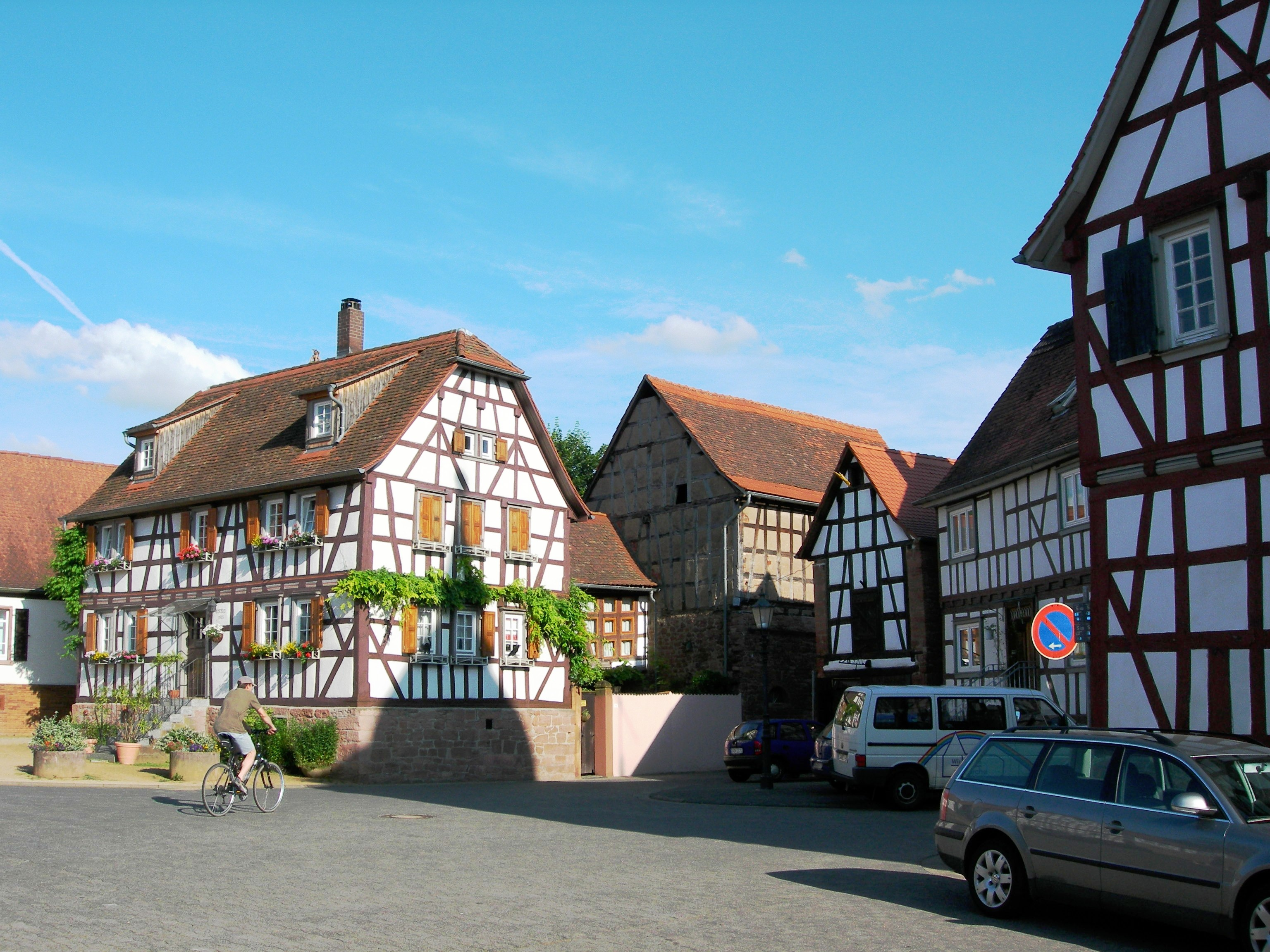
ホイバッハ区に建ち並ぶ木組み建築
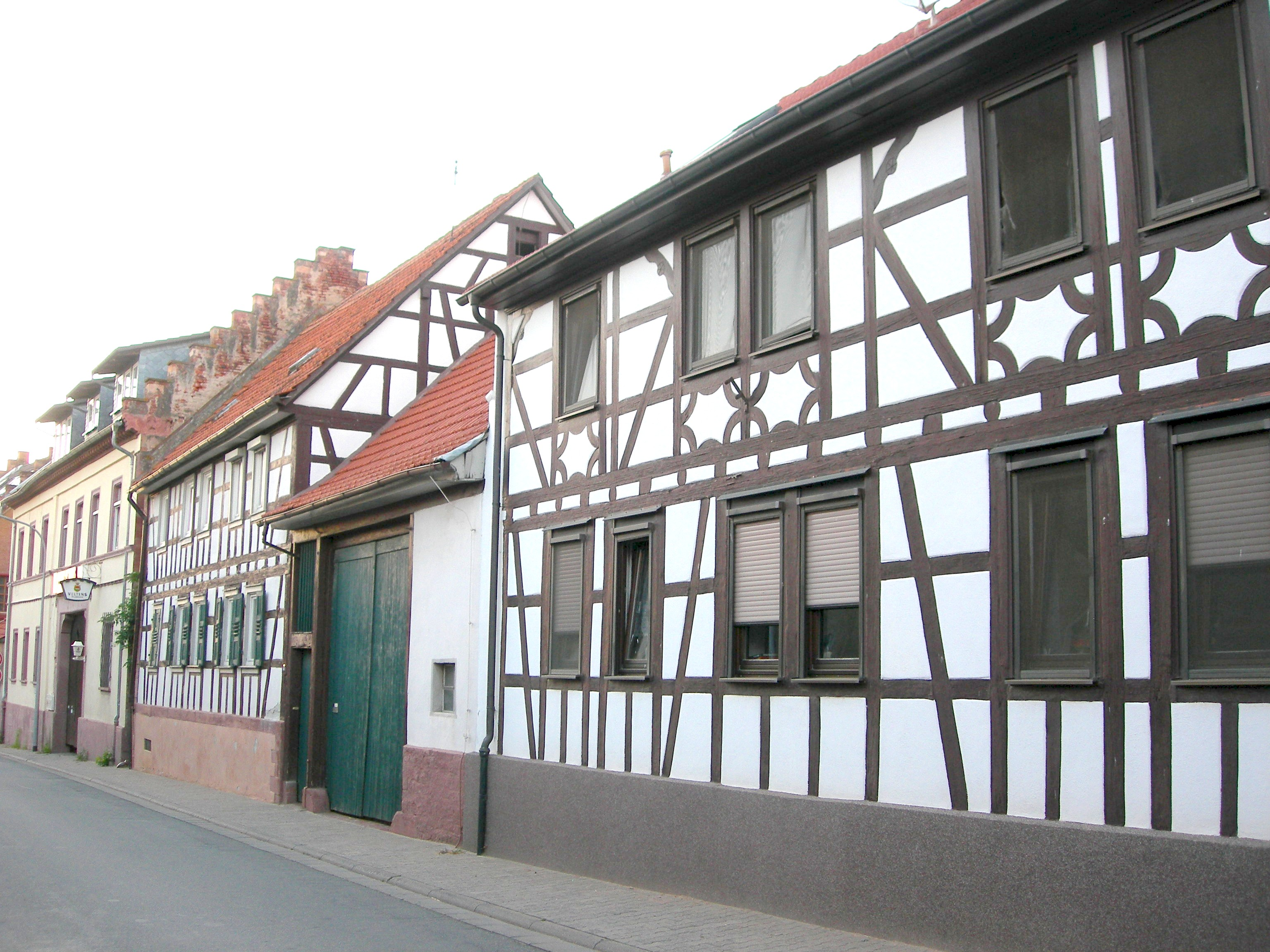
クライン＝ウムシュタット区の木組み建築

### 年中行事

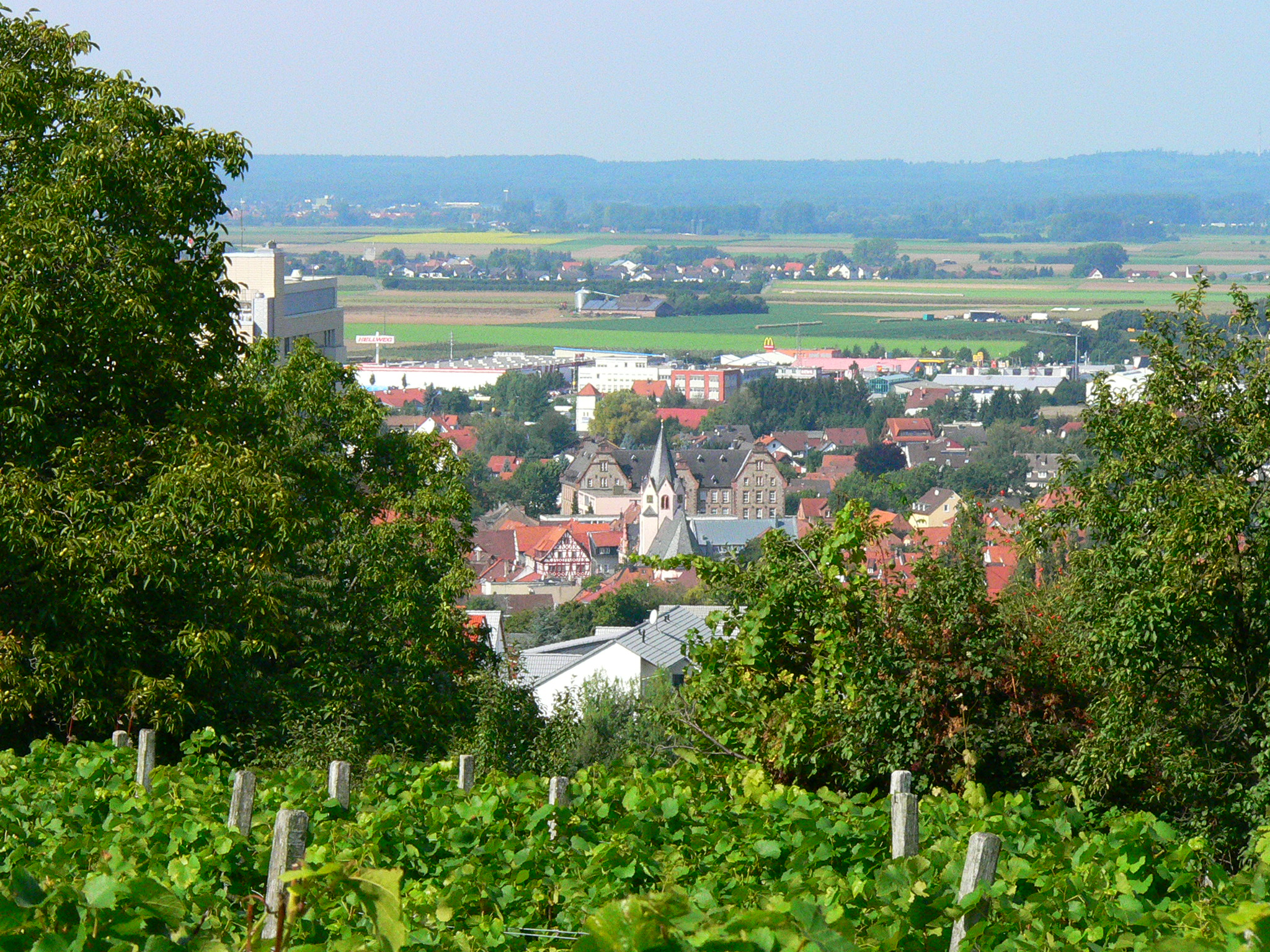
ブドウ畑からグロース＝ウムシュタットを望む

- グロース＝ウムシュタットのワイン造り祭（毎年9月15日の次の週末）
- グロース＝ウムシュタットの農民市（ワイン造り祭前の1週間）
- ヨハニスフェスト
- ジャズパレード
- クラシック・オープン・エア
- サマー・スプラッシュ

## 経済と社会資本

### ブドウ栽培
グロース＝ウムシュタットは長いブドウ栽培の伝統を有している。この都市は「オーデンヴァルトのブドウ島」と呼ばれることもあり、ヘシシェ・ベルクシュトラーセ・ブドウ栽培地区に属す。毎年9月15日の次の週末にワイン造り祭が開催されている。

### 交通

#### 鉄道交通
オーデンヴァルト鉄道の駅は、グロース＝ウムシュタットの他にクライン＝ウムシュタット区とヴィーベルスバッハ区にも駅があり、ハーナウ、フランクフルト・アム・マイン、エアバッハ行きの列車が停車する。

#### バス交通
高速バス路線671系統および681系統がグロース＝ウムシュタットとゼムダー・エック、ディーブルク、ダルムシュタットを結んでいる。この他シャーフハイム、オッツベルク、ミュンスター、ゼムト方面へのバス路線もある。

#### 道路交通
連邦道B45号線のバイパス道路がグロース＝ウムシュタットを通っている。

#### 自転車道
良く整備され、標識を完備した自転車道路網が設けられている。ドルンディール区を除く全市区へ自転車道を通って行くことができる。

## 人物

### 出身者
- アウグスト・オットー・フェップル（1854年 - 1924年）1894年から1922年までミュンヘン工科大学の機械工学および静力学の教授を務めた。
- オットー・フランク（1865年 - 1944年）生理学者
- ヨハネス・イットマン（1885年 - 1963年）プロテスタントの宣教師
- ハンス・トリッペル（1908年 - 2001年）水陸両用車の開発で知られる自動車技術者

## その他
強盗シンダーハンネスは1800年以降、ゼムト村（現在のゼムト区）にしばしば滞在した。彼はここでオーデンヴァルト、シュペッサルト、あるいはヴェッテラウの詐欺師や強盗たちと連絡を取り合っていた。1802年5月にゼムト村の「天使食堂」でシンダーハンネスは、後にオーデンヴァルトの強盗となり1814年に処刑されるヨハン・アダム・ホイスナーを叩きのめしている。

## 引用
1. ↑  Hessisches Statistisches Landesamt: Bevölkerung in Hessen am 31.12.2023 (Landkreise, kreisfreie Städte und Gemeinden, Einwohnerzahlen auf Grundlage des Zensus 2011)]
2. ↑  Max Mangold, ed (2005). Duden, Aussprachewörterbuch (6 ed.). Dudenverl. p. 377. ISBN 978-3-411-04066-7
3. ↑  http://www.gross-umstadt.de/politik/index.htm
4. ↑  Bayerlein P, Schinderhannes-Ortslexikon, Mainz-Kostheim 2003, S.216